# (434) Hungaria
(434) Hungaria és un asteroide pertanyent al cinturó interior d'asteroides descobert l'11 de setembre de 1898 per Maximilian Franz Wolf des de l'observatori de Heidelberg-Königstuhl, Alemanya.
Està anomenat per la forma en llatí d'Hongria, un país d'Europa central.
Hungaria dona nom a un grup d'asteroides d'alta inclinació i baixa excentricitat; que presenten ressonància 9:2 amb Júpiter i 2:3 amb Mart; i que orbiten al voltant del Sol prop del buit de Kirkwood 1:4. El seu espectre mostra la presència de minerals com la enstatita i s'ha suggerit que existeix una relació genètica entre Hungaria, (3103) Eger i l'aubrita. Forma part del grup asteroidal d'Hungaria.